# Edge of the Century
Edge of the Century es un álbum de estudio de la banda de hard rock estadounidense Styx, publicado el 9 de octubre de 1990. Fue el último álbum del baterista John Panozzo, quien falleció en 1996. Y el primero del vocalista y guitarrista Glen Burtnik, quien reemplazó la ausencia de Tommy Shaw.

## Lista de canciones
| N.º | Título                | Vocalista principal | Duración |  |
| 1.  | «Love Is the Ritual»  | Burtnik             | 3:48     |  |
| 2.  | «Show Me the Way»     | DeYoung             | 4:35     |  |
| 3.  | «Edge of the Century» | Burtnik             | 4:20     |  |
| 4.  | «Love at First Sight» | DeYoung             | 4:35     |  |
| 5.  | «All in a Day's Work» | Burtnik             | 4:11     |  |
| 6.  | «Not Dead Yet»        | DeYoung             | 3:32     |  |
| 7.  | «World Tonite»        | Burtnik             | 3:38     |  |
| 8.  | «Carrie Ann»          | DeYoung             | 4:26     |  |
| 9.  | «Homewrecker»         | Young               | 5:12     |  |
| 10. | «Back to Chicago»     | DeYoung             | 4:18     |  |

## Créditos
- Dennis DeYoung - voz, teclados, acordeón
- James "JY" Young - voz, guitarras
- Glen Burtnik - voz, guitarras
- Chuck Panozzo - bajo
- John Panozzo - batería y percusión